# Lwówek (Mazovie)
Pour les articles homonymes, voir Lwówek (homonymie).
Lwówek (prononciation : [ˈlvuvɛk]) est un village polonais de la gmina de Sanniki dans le powiat de Gostynin de la voïvodie de Mazovie dans le centre-est de la Pologne.
Il se situe à environ 7 kilomètres à l'ouest de Sanniki (siège de la gmina), 23 km à l'est de Gostynin (siège du powiat) et à 85 km à l'ouest de Varsovie (capitale de la Pologne).
Le village possède approximativement une population de 412 habitants.

## Histoire
Au cours de la Seconde Guerre mondiale, de 1943 à 1945, les Allemands ont renommé le village en Leonberg.
De 1975 à 1998, le village appartenait administrativement à la voïvodie de Płock.